# Eupithecia aequabila
Eupithecia aequabila är en fjärilsart som beskrevs av Brandt 1938. Eupithecia aequabila ingår i släktet Eupithecia och familjen mätare. Inga underarter finns listade i Catalogue of Life.